# Ϝ
双伽马（大写Ϝ，小写ϝ），是一个古希腊字母，字母希腊名称 .
双伽马有两种形状。「字母双伽马」（Ϝ、ϝ）（U+03DC、U+03DD）用来书写文字、「潘菲利亚双伽马」（Ͷ、ͷ）（U+0376、U+0377）用在现在希腊的法律文件中。

## 起源
双伽马起源自腓尼基字母 wāw，另外希臘字母 Υ 亦是源於此字。在古典時期該字母主要用於西希臘字母中，表示/w/音，亦是拉丁字母 F 的起源。東希臘字母推廣後，雙伽馬不再用於文本中，但由於在希臘數字中雙伽馬原本排在第六位（與拉丁字母 F 位置相同），所以仍然用於表示數字6，後來由於書記混淆亦將字母 Ϛ（stigma）或其分寫 στ 作此用途。
字母的形狀演化從  通過 , , ,  至  或 。

## 外部連結
- Digamma （页面存档备份，存于）（英文）